# Dicaelotus pusillator
Dicaelotus pusillator är en stekelart som först beskrevs av Johann Ludwig Christian Gravenhorst 1807.  Dicaelotus pusillator ingår i släktet Dicaelotus och familjen brokparasitsteklar. Arten är reproducerande i Sverige. Inga underarter finns listade i Catalogue of Life.